# Vlad Filat

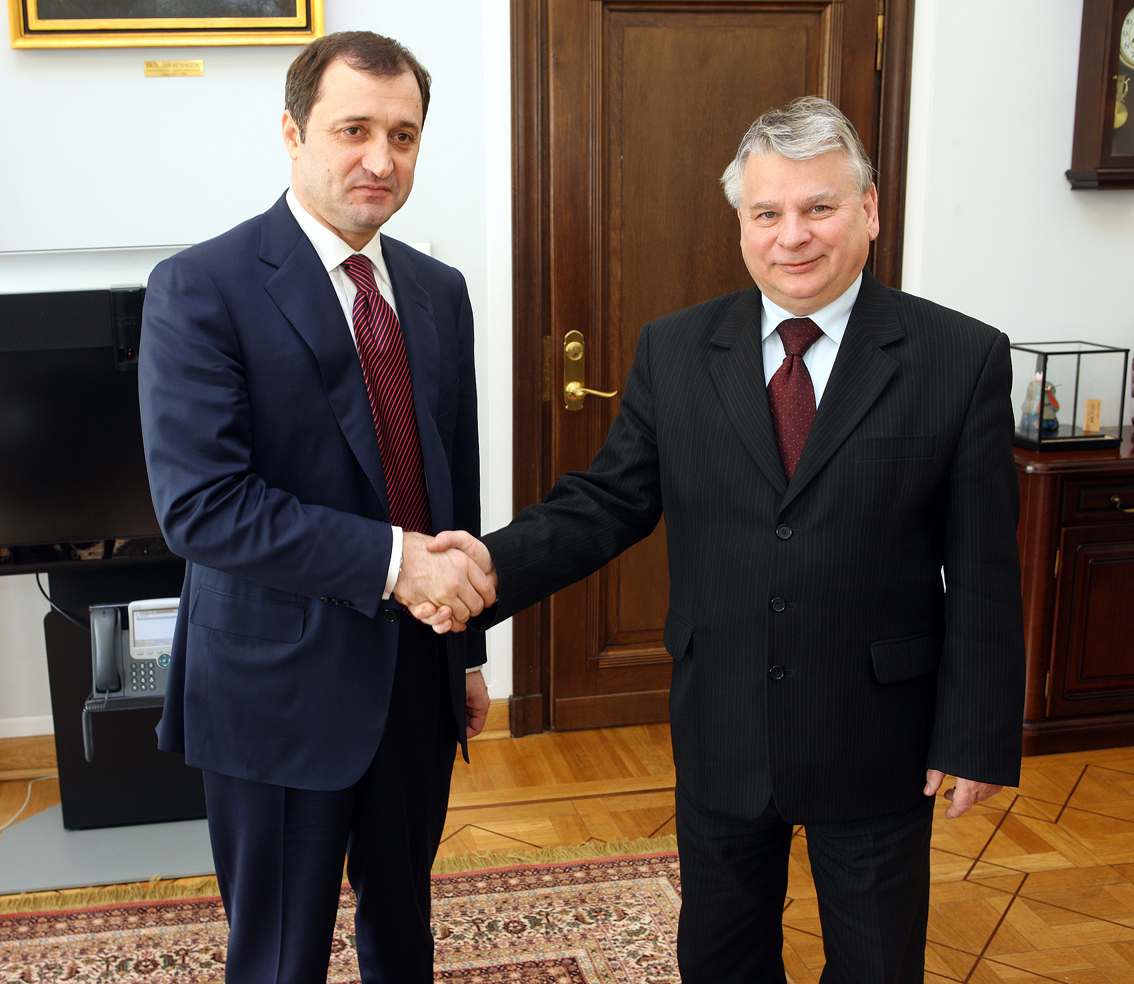
Podczas spotkania z Bogdanem Borusewiczem w Senacie RP (2010)

Vladimir (Vlad) Filat (ur. 6 maja 1969 w Lăpușnie w rejonie Hîncești) – mołdawski polityk, przewodniczący Partii Liberalno-Demokratycznej (PLDM), premier Mołdawii od 25 września 2009 do 25 kwietnia 2013, pełniący obowiązki prezydenta od 28 do 30 grudnia 2010.

## Życiorys

### Działalność do 2009
Vlad Filat w 1986 ukończył szkołę średnią w mieście Lăpușna. Od 1987 do 1989 odbywał obowiązkową służbę wojskową w armii radzieckiej. W latach 1989–1990 kształcił się w technikum w Kiszyniowie. W latach 1990–1994 studiował prawo na Uniwersytecie Aleksandra Jana Cuzy w Jassach w Rumunii.
Od 1994 do 1998 był dyrektorem generalnym spółki RoMold Trading SRL. W 1997 należał do założycieli Demokratycznej Partii Mołdawii (PDM), w szeregach której pozostał do 2005. Od 1998 do 1999 pełnił funkcję dyrektora Departamentu Prywatyzacji i Zarządzania Własnością Państwową w Ministerstwie Gospodarki i Reform. Od 12 marca do 12 listopada 1999 zajmował stanowisko ministra stanu w gabinecie premiera Iona Sturzy.
W 2000 został wiceprezesem Partii Demokratycznej Mołdawii. W wyborach parlamentarnych w marcu 2005 uzyskał mandat deputowanego do Parlamentu Republiki Mołdawii z ramienia PDM. Do 2009 zajmował w nim stanowisko wiceprzewodniczącego Komisji Bezpieczeństwa, Porządku Publicznego i Obrony.
W czerwcu 2007 wziął udział w wyborach lokalnych na stanowisko burmistrza Kiszyniowa, w których zdobył 8,3% głosów poparcia. W 2007 opuścił PDM i wstąpił do nowo utworzonej Partii Liberalno-Demokratycznej. 8 grudnia 2007 Vlad Filat został wybrany na przewodniczącego PLDM w czasie jej kongresu założycielskiego.
W wyniku wyborów z kwietnia 2009 dostał się ponownie do parlamentu, a jego partia zdobyła 15 mandatów. W powtórnych wyborach parlamentarnych z lipca tegoż roku PLDM zdobyła 18 miejsc w parlamencie, a Vlad Filat po raz trzeci objął mandat deputowanego.
8 sierpnia 2009 wraz z liderami trzech pozostałych opozycyjnych partii politycznych, Marianem Lupu, Mihaiem Ghimpu oraz Serafimem Urecheanem, utworzył Sojusz na rzecz Integracji Europejskiej, koalicję, której celem było przejęcie władzy od Partii Komunistów Republiki Mołdawii.

### Premier
28 sierpnia 2009 sojusz ogłosił Vlada Filata swoim kandydatem na stanowisko premiera. 17 września 2009 p.o. prezydenta Mihai Ghimpu desygnował go na ten urząd. Tego samego dnia parlament przyjął ustawę o reorganizacji struktury rządu, która pozostawiała liczbę ministerstw na poziomie 16, lecz zmieniała ich nazwę i zakres kompetencji.
25 września 2009 parlament, większością 53 głosów, powołał Vlada Filata na stanowisko premiera. Zatwierdził również program nowego rządu, zatytułowany „Integracja Europejska: Wolność, Demokracja, Dobrobyt”, w którym zostało nakreślonych 5 priorytetów gabinetu: integracja europejska, zjednoczenie całego kraju (przyłączenie Naddniestrza), ustanowienia rządów prawa, przezwyciężenie kryzysu gospodarczego i zagwarantowanie rozwoju gospodarki oraz decentralizacja władzy na rzecz samorządu lokalnego. W swoim exposé premier zadeklarował poprawę stosunków z sąsiednimi państwami, w tym zniesienie nałożonych po kwietniowych zamieszkach wiz dla obywateli Rumunii, a także podpisanie umowy o małym ruchu granicznym z tym krajem. Zapowiedział również przyspieszenie negocjacji członkowskich z UE i zachowanie neutralności między Rosją a NATO.
W nowym gabinecie Partii Liberalno-Demokratycznej przypadło 5 tek ministerialnych, Demokratycznej Partii Mołdawii i Partii Liberalnej po 4, a Sojuszowi Nasza Mołdawia – 3.
Po wyborach parlamentarnych w listopadzie 2010 premier Vlad Filat, wybrany ponownie na posła, pełnił obowiązki prezydenta od 28 do 30 grudnia 2010, gdyż parlament na pierwszym swoim posiedzeniu nie dokonał wyboru przewodniczącego izby. 30 grudnia 2010 przewodniczącym parlamentu został wybrany Marian Lupu, który przejął obowiązki głowy państwa.
5 marca 2013 parlament Mołdawii przegłosował wotum nieufności wobec rządu Vlada Filata. Prezydent przyjął dymisję 8 marca 2013. Swoje obowiązki Vlad Filat pełnił do 25 kwietnia 2013, kiedy to sąd konstytucyjny orzekł, że na pełniącego obowiązki premiera należy mianować inną osobę niż ustępujący. W konsekwencji prezydent Nicolae Timofti mianował na tę funkcję ministra spraw zagranicznych Iuriego Leancę.

### Działalność od 2013
W wyborach w 2014 Vlad Filat ponownie startował z kierowanej przez siebie Partii Liberalno-Demokratycznej, uzyskując mandat poselski na kolejną kadencję. W październiku 2015 został pozbawiony immunitetu poselskiego, a następnie zatrzymany pod zarzutem defraudacji. W czerwcu 2016 został skazany za nadużycia władzy i korupcję na karę dziewięciu lat pozbawienia wolności.
W 2016 na czele PLDM zastąpił go Viorel Cibotaru. Vlad Filat powrócił na funkcję przewodniczącego partii w 2020.

## Odznaczenia i wyróżnienia
Odznaczony Orderem Republiki (2013) i rumuńskim Krzyżem Wielkim Orderu Wiernej Służby (2014). Otrzymał tytuł „Człowieka Roku” 2010 Forum Ekonomicznego.

## Życie prywatne
Vlad Filat jest żonaty, ma syna i córkę.